# 5-Methyl-2-hepten-4-on
5-Methyl-2-hepten-4-on ist eine chemische Verbindung aus der Gruppe der aliphatischen Enone. Die Trivialbezeichnung Filberton ist von englisch filberts – nach St. Philibert für Haselnüsse abgeleitet.

## Vorkommen
5-Methyl-2-hepten-4-on ist ein Naturstoff mit geringer und je nach Herkunft variabler Enantiomerenreiheit (ee = 55–63 %). Es ist insbesondere das (+)-(2E,5S)-Isomer das aktive Prinzip des Haselnussaromas.

## Gewinnung und Darstellung
5-Methyl-2-hepten-4-on kann durch eine mehrstufige Reaktion gewonnen werden. Dazu wird (S)-(–)-2-Methylbutan-1-ol zu (S)-(+)-2-Methylbutanal oxidiert, das anschließend mit Propinyllithium zu (4R/4S,5S)-5-Methyl-hept-2-in-4-ol gekuppelt wird. Die stereoselektive Reduktion mit Lithiumaluminiumhydrid liefert ausschließlich (E,4R/4S,5S)-5-Methyl-2-hepten-4-ol, das schließlich mit Mangandioxid, zu (S)-5-Methyl-2-hepten-4-on oxidiert wird.

## Eigenschaften
5-Methyl-2-hepten-4-on ist eine in verdünnter Lösung haselnussartig riechende Flüssigkeit. Seine Geruchsschwelle in Wasser beträgt 5 ppt.

## Verwendung
Das selektive Vorkommen von 5-Methyl-2-hepten-4-on in der Haselnuss wird zur Kontrolle potentieller Verfälschungen, zum Beispiel für den Nachweis von Haselnussöl in Olivenöl genutzt. Die Verbindung selbst wird als Aromastoff verwendet.